# Джерини, Никколо ди Пьетро
Никколо ди Пьетро Джерини (итал. Niccolò di Pietro Gerini; ок. 1340—1415) — итальянский живописец периода поздней, так называемой интернациональной готики. Работал главным образом во Флоренции, но также выполнял заказы в Риме, Пизе и Прато.

## Биография
Отец художника, Пьетро Джери (Pietro Geri), был зарегистрирован как член Братства Святого Луки (Compagnia di San Luca) в 1339 году. В 1368 году «Никколо живописец» был идентифицирован во Флоренции как член «Гильдии медиков и аптекарей» (Arte dei Medici e Speziali), в которую до 1378 года входили живописцы.
У Джерини был сын по имени Биндо ди Никколо ди Пьетро Джерини (Bindo di Niccolo di Pietro Gerini), родившийся в 1363 году, зарегистрированный членом Братства Святого Луки в 1408 году.
Другой важный художник, Лоренцо ди Никколо ди Мартино Джерини (Lorenzo di Niccolò di Martino), обучался в мастерской Никколо ди Пьетро Джерини и позднее с ним сотрудничал, но, скорее всего, не был его сыном, как утверждается в некоторых устаревших источниках.
Из документов известно, что Джерини сотрудничал с Якопо ди Чоне, братом и помощником Андреа Орканьи при работе над фресками для Зала гильдии судей и нотариусов во Флоренции в 1366 году и по заказу семьи Альбицци в 1370—1371 годах вместе с Якопо работал над крупным заказом — полиптихом для бенедиктинской церкви Сан-Пьер-Маджоре во Флоренции. Вместе с Якопо в 1372 году написал алтарный образ «Коронование Девы» (Академия, Флоренция). В 1383 году Джерини снова работал с Чоне над фреской «Благовещение» в Палаццо деи Приори в Вольтерре. На этой фреске отчетливо видны работы двух разных художников.
В 1386 году Никколо расписал фасад Лоджии дель Бигалло во Флоренции. Он также расписал фресками базилику Сант-Амброджо в Милане и выполнил Распятие для церкви Санта-Феличита во Флоренции. Его руку также можно увидеть и в сакристии базилики Санта-Кроче в том же городе — фреске, изображающей сцены из жизни Христа. Между 1391 и 1392 годами Джерини вместе с Лоренцо ди Никколо и Аньоло Гадди работал в Прато, где расписал фресками Палаццо Датини и церковь Сан-Франческо.
Никколо ди Пьетро Джерини не был художником-новатором, он полагался на традиционную иконографию и помещал свои фигуры на условный золочёный фон в статичных позах и жёстких контурах. Плодовитый последователь возрождения школы Джотто в конце века, он работал в традициях Таддео Гадди и Орканьи, когда искусство Флоренции показало некоторую усталость и частичную утрату нововведений самого Джотто, в сторону более архаичного вкуса.

## Галерея
- Капелла Мильорати. 1395—1400. Церковь Сан-Франческо, Прато
- Распятие. Деталь росписи Капеллы Мильорати
- Совместно с Я. Ди Чоне. Мадонна на троне с Младенцем, ангелами и святыми. Полиптих. 1383. Алтарь церкви Санти-Апостоли, Флоренция
- Распятие. Капелла Кастеллани. Базилика Санта-Кроче, Флоренция
- Распятие. 1387. Фреска. Зал Капитула, церковь Санта-Феличита, Флоренция
- Благовещение. Ок. 1390. Деталь фрески. Церковь Санта-Феличита, Флоренция
- Мадонна с Младенцем. Дерево, темпера, золочение. Борго Сан-Лоренцо